# Троицемяки
Троицемяки (фин. Mäkiinkylä) — упразднённая деревня на территории Куйвозовского сельского поселения Всеволожского района Ленинградской области.

## Географическое расположение
Троицемяки находились к западу от озера Гупуярви (Троицкое) и к югу от реки Вьюн (Вийси-йоки, фин. Viisjoki) на дороге, имеющей сейчас название — «Карасаровское шоссе».

## История
Впервые упоминается в Писцовой книге Водской пятины 1500 года как несколько деревень: «деревня в Мяхких на Красне на Визьяге», «деревня Назаркино в Мяхких же», «деревня в Мяхких же», «деревня Рандакула в Мяхких же».
Первое картографическое упоминание — на карте Нотебургского лена П. Васандера, начерченной с оригинала первой трети XVII века как село Mechis.
Как село Mäckis упоминается на карте Ингерманландии А. И. Бергенгейма, составленной по шведским материалам 1676 года.
Упоминается на шведской «Генеральной карте провинции Ингерманландии» 1704 года как село Mächis.
Как село Махиа обозначается на «Географическом чертеже Ижорской земли» Адриана Шонбека 1705 года.
На карте Ингерманландии А. Ростовцева 1727 года обозначена как деревня Мяхин.
Как усадьба Мяки помещицы Пастуховой обозначается на карте Ф. Ф. Шуберта 1834 года

МЯККИ или ВАРВАРИНА — мыза, принадлежит Варваре Кусовой, дворянке, состоящая из деревень:

а) Мистолово, число жителей по ревизии: 24 м. п., 23 ж. п.

б) Коммулово, число жителей по ревизии: 4 м. п., 6 ж. п.

в) Пекколово, число жителей по ревизии: 14 м. п., 10 ж. п.

г) Вейколово, число жителей по ревизии: 18 м. п., 23 ж. п.

д) Гови-Мякки, число жителей по ревизии: 25 м. п., 38 ж. п.

е) Вояр-Мякки, число жителей по ревизии: 21 м. п., 20 ж. п.

ж) Ристолово, число жителей по ревизии: 9 м. п., 8 ж. п.

з) Лукошки, число жителей по ревизии: 8 м. п., 10 ж. п.

При оной:

и) Бутылочный завод.

й) Часовня деревянная.

к) Кладбище. (1838 год)

Согласно карте Ф. Ф. Шуберта 1844 года мыза называлась Мяки и состояла из 25 крестьянских дворов.
В пояснительном тексте к этнографической карте Санкт-Петербургской губернии П. И. Кёппена 1849 года она записана как деревня Mäkis, Herrensitz (мыза Мяки или Варварина) и указано количество её жителей на 1848 год: ижоры — 1 м. п., 2 ж. п., эвремейсов — 50 м. п., 44 ж. п., всего 97 человек.

МЯККИ (ВАРВАРИНО) — мыза владельческая при озере Гангеярви и реке Лемболовке, 1 двор, жителей 11 м. п., 10 ж. п. (1862 год)

В середине XIX века в усадьбе Мякки была построена православная церковь во имя Святого Духа (святой Троицы).

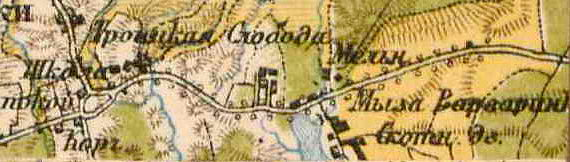
План деревни Троицемяки. 1885 год

Согласно карте 1885 года при мызе Варварино находилась Троицкая слобода, мельница, скотный двор, школа, корчма и медицинский приёмный покой.
Согласно материалам по статистике народного хозяйства Санкт-Петербургского уезда 1891 года имение близ селения Троицкое площадью 500 десятин принадлежало действительному статскому советнику И. И. Кусову, приобретено до 1868 года.

ВАРВАРИНО (КУСОВО) — владельческая усадьба при Мяккинской дороге, при озере без названия, 1 двор, 12 м. п., 6 ж. п., всего 18 чел. 

ТРОИЦКОЕ (КУСОВО, МЯККИ) — село, на земле Мяккинского сельского общества, при Мяккинской дороге 9 дворов, 12 м. п., 13 ж. п., всего 25 чел. церковь св. Духа, школа оного земства, амбулаторный пункт, кузница, постоялый двор без крепких напитков, мелочная лавка.
(1896 год)

В конце XIX — начале XX века село административно относилось к 4-му стану Санкт-Петербургского уезда Санкт-Петербургской губернии. Население деревни было однородным — финским.
На карте 1909 года усадьба обозначена как Мыза Варварино (Кусово).
На карте 1914 года, кроме Мызы Варварино (Кусово), обозначена также церковь Святого Духа.
Согласно переписи населения СССР 1926 года:

ТРОИЦКОЕ — село в Троицемякском сельсовете Куйвозовской волости Ленинградского уезда, 29 хозяйств, 109 душ.

Из них: русских — 21 хозяйство, 85 душ (37 м. п. и 48 ж. п.); ингерманландцев — 4 хозяйства, 14 душ (7 м. п. и 7 ж. п.); суоми — 2 хозяйства, 8 душ (5 м. п. и 3 ж. п.); эстов — 2 хозяйства, 2 души ж. п. (1926 год)

В 1926 году был организован Троицемякский финский национальный сельсовет население которого составляли: финны — 744, русские — 599, другие нац. меньшинства — отсутствуют. В него входили деревни: Бояримякки, Ваньколово, Васкелово, Вейколово, Волколово, Коросары Большие, Коросары Малые (Бояремякки), Мискулово, Нинимякки, Новая, Ристолово, Симолово, Ховимякки, Юшколово, село Троицкое, а также ж.д. ст. Васкелово, ж.д. будка на 1-й версте от Васкелово, ж.д. будка на 2-й версте от Васкелово, ж.д. будка на 1-й версте от Васкелово, полуказарма на 2-й версте от Васкелово. Всего 289 хозяйств и 1343 души.
В 1928 году население деревни также составляло 109 человек.
По данным 1933 года деревня Троицкое являлась административным центром Троицемягского финского национального сельсовета Куйвозовского финского национального района, в который входили 12 населённых пунктов, деревни: Васкелово, Вейколово, Волкалово, Коросары, Мискулово, Ненимяки, Новая, Ристолово, Симолово, Троицкое, Ховимяки, Юшкелово, общей численностью населения 1375 человек.
По данным 1936 года в состав Троицемягского сельсовета Токсовского района с центром в деревне Троицемяги входили 8 населённых пунктов, 331 хозяйство и 7 колхозов. В течение мая-июля 1936 года жители деревни были выселены в восточные районы Ленинградской области. Выселение гражданского населения из приграничной местности осуществлялось в Бабаевский, Боровичский, Вытегорский, Кадуйский, Ковжинский, Мошенской, Мяксинский, Пестовский, Петриневский, Пришекснинский, Устюженский, Хвойнинский, Чагодощенский, Череповецкий и Шольский районы. В настоящее время они входят в состав Вологодской и Новгородской областей.
До 1939 года — место компактного проживания ингерманландских финнов и ижоры. Согласно областным административным данным на 1 января 1939 года «в деревне населения нет». Национальный сельсовет был ликвидирован весной 1939 года. По данным переписи населения 1939 года такого населённого пункта в Парголовском районе не существует, хотя на картах того времени деревня Троицкое ещё обозначается с точностью до дома.

Деревня Троицкое на карте 1939 года

Сейчас на месте деревни Троицкое — массив садоводств Васкелово, а на месте усадьбы Варварино — урочище Троицкое.